# نادیا لیتز
نادیا لیتز (به انگلیسی: Nadia Litz) (زاده ۲۶ دسامبر ۱۹۷۶) بازیگر کانادایی است.
از کارهای معروف او می‌توان به بازی در فیلم‌های حواس پنج‌گانه، مالکیت عمومی، کوری و جنایات آینده اشاره کرد.